# Лампада Православ'я
«Лампада Православ'я» — щомісячник Тернопільської єпархії Української православної церкви Київського патріархату. Виходить від листопада 2012.

## Відомості
Свідоцтво про реєстрацію ТР 596—196 Р від 12 листопада 2012 р. видане головним управлінням юстиції в Тернопільській області.
Передплатний індекс — 68709.
Засновник — Тернопільська єпархія УПЦ КП.
Видавець — ФОП Савчук Т. В.

## Редакція
Головний редактор — священик Володимир Зубілевич.
Журналісти — Іван Бородайко, Максим Герасимюк.
Літературний редактор — Віра Касіян.
Верстка, дизайн — Олег Кіналь, Тарас Савчук.
Автори — протоієрей Євген Заплетнюк.